# Giải Crafoord
Giải Crafoord là một giải thưởng khoa học thường niên do Holger Crafoord - một nhà công nghiệp người Thụy Điển - và vợ là Anna-Greta Crafoord thiết lập năm 1980. Giải này do Viện Hàn lâm Khoa học Hoàng gia Thụy Điển quản lý, được trao trong 4 thể loại: Thiên văn học, Toán học, Địa chất học và Sinh học, với sự chú trọng đặc biệt về Sinh thái học và bệnh Viêm đa khớp, căn bệnh đã hành hạ Holger trong những năm cuối đời.
Theo Viện hàn lâm Khoa học Hoàng gia Thụy Điển, thì "những ngành khoa học này được chọn để bổ sung cho những ngành khoa học đã được trao trong các giải Nobel"..
Chỉ có một giải thưởng được trao hàng năm, theo thứ tự luân phiên: Thiên văn học, Toán học, Địa chất học, rồi tới Sinh học. 
Tên các người đoạt giải Crafoord được công bố mỗi năm vào giữa tháng Giêng, và lễ trao giải được cử hành trong tháng Năm do đích thân vua Thụy Điển - người cũng trao các giải Nobel trong tháng 12 hàng năm. trao tặng.
Khoản tiền thưởng hiện nay là 4.000.000 krona Thụy Điển (khoảng hơn 500.000 dollar Mỹ), nhằm tài trợ cho các nghiên cứu tiếp theo của người đoạt giäi.
Những người đoạt giải đầu tiên - Vladimir Arnold và Louis Nirenberg - là do công trình nghiên cứu của họ trong lĩnh vực phương trình vi phân phi tuyến tính.
Người phụ nữ đầu tiên được trao giải thưởng là nhà thiên văn học Andrea Ghez vào năm 2012.

## Những người đoạt giải
| Năm  | Thể loại      | Hình                                                                                 | Người đoạt giải           | Quốc tịch                               | Công trình nghiên cứu |
| ---- | ------------- | ------------------------------------------------------------------------------------ | ------------------------- | --------------------------------------- | --- |
| 1982 | Toán học      |                                                                                      | Vladimir Arnold           | Liên Xô                                 | Lý thuyết Phương trình vi phân phi tuyến tính |
| 1982 | Toán học      | Louis Nirenberg                                                                      | Louis Nirenberg           | [A]                                     | Lý thuyết Phương trình vi phân phi tuyến tính |
| 1983 | Địa chất học  | —                                                                                    | Edward Lorenz             | Hoa Kỳ                                  | Thủy động lực địa vật lý |
| 1983 | Địa chất học  | Henry Stommel                                                                        | Henry Stommel             | Hoa Kỳ                                  | Thủy động lực địa vật lý |
| 1984 | Sinh học      | Daniel Janzen                                                                        | Daniel H. Janzen          | Hoa Kỳ                                  | Đồng tiến hóa |
| 1985 | Thiên văn học | Lyman Spitzer                                                                        | Lyman Spitzer             | Hoa Kỳ                                  | Nghiên cứu môi trường giữa các vì sao |
| 1986 | Địa chất học  | Claude Allègre                                                                       | Claude Allègre            | Pháp                                    | Các quan hệ đồng vị địa hóa học |
| 1986 | Địa chất học  | —                                                                                    | Gerald J. Wasserburg      | Hoa Kỳ                                  | Các quan hệ đồng vị địa hóa học |
| 1987 | Sinh học      | —                                                                                    | Eugene P. Odum            | Hoa Kỳ                                  | Sinh thái học hệ sinh thái |
| 1987 | Sinh học      | xxxx50px]]                                                                           | Howard T. Odum            | Hoa Kỳ                                  | Sinh thái học hệ sinh thái |
| 1988 | Toán học      | Pierre Deligne, seated, facing left and away from the camera                         | Pierre Deligne            | Bỉ                                      | Hình học đại số |
| 1988 | Toán học      |                                                                                      | Alexander Grothendieck[B] | Từ chối nhận giải                       | Hình học đại số |
| 1989 | Địa chất học  | James Van Allen                                                                      | James Van Allen           | Hoa Kỳ                                  | Thăm dò vũ trụ, phát hiện các vành đai Van Allen |
| 1990 | Sinh học      | Paul R. Ehrlich                                                                      | Paul R. Ehrlich           | Hoa Kỳ                                  | Động lực học và Di truyền học của dân số bị phân mảng |
| 1990 | Sinh học      | Edward Osborne Wilson                                                                | Edward Osborne Wilson     | Hoa Kỳ                                  | Lý thuyết về địa lý sinh vật ở đảo |
| 1991 | Thiên văn học | —                                                                                    | Allan Rex Sandage         | Hoa Kỳ                                  | Nghiên cứu các thiên hà |
| 1992 | Địa chất học  | —                                                                                    | Adolf Seilacher           | Đức                                     | Nghiên cứu về tiến hóa của sự sống |
| 1993 | Sinh học      | —                                                                                    | W. D. Hamilton            | Vương quốc Liên hiệp Anh và Bắc Ireland | Các lý thuyết về sự lựa chọn dòng dõi và mối quan hệ di truyền |
| 1993 | Sinh học      | Seymour Benzer in his office at Caltech in 1974 with a big model of Drosophila       | Seymour Benzer            | Hoa Kỳ                                  | Các nghiên cứu về di truyền và sinh lý thần kinh của ruồi giấm |
| 1994 | Toán học      | Simon Donaldson                                                                      | Simon Donaldson           | Vương quốc Liên hiệp Anh và Bắc Ireland | Hình học 4 chiều |
| 1994 | Toán học      | Shing-Tung Yau                                                                       | Shing-Tung Yau            | [C]                                     | Kỹ thuật phi tuyến trong hình học vi phân |
| 1995 | Địa chất học  | —                                                                                    | Willi Dansgaard           | Đan Mạch                                | Phát triển các phương pháp phân tích địa chất đồng vị |
| 1995 | Địa chất học  |                                                                                      | Nicholas Shackleton       | Vương quốc Liên hiệp Anh và Bắc Ireland | Phát triển các phương pháp phân tích địa chất đồng vị |
| 1996 | Sinh học      | Robert May                                                                           | Robert M. May             | Úc                                      | Nghiên cứu sinh thái |
| 1997 | Thiên văn học | —                                                                                    | Fred Hoyle                | Vương quốc Liên hiệp Anh và Bắc Ireland | Nghiên cứu các quá trình hạt nhân ở các ngôi sao, sự tiến hóa của các ngôi sao |
| 1997 | Thiên văn học | —                                                                                    | Edwin Salpeter            | Hoa Kỳ                                  | Nghiên cứu các quá trình hạt nhân ở các ngôi sao, sự tiến hóa của các ngôi sao |
| 1998 | Địa chất học  | Don L. Anderson                                                                      | Don L. Anderson           | Hoa Kỳ                                  | Nghiên cứu các cấu trúc và các quá trình biến đổi trong lòng Trái Đất |
| 1998 | Địa chất học  | —                                                                                    | Adam M. Dziewonski        | [D]                                     | Nghiên cứu các cấu trúc và các quá trình biến đổi trong lòng Trái Đất |
| 1999 | Sinh học      | Ernst Mayr in 1994, after receiving an honorary degree at the University of Konstanz | Ernst Mayr                | Hoa Kỳ                                  | Phát triển khái niệm về sinh học tiến hóa |
| 1999 | Sinh học      |                                                                                      | John Maynard Smith        | Vương quốc Liên hiệp Anh và Bắc Ireland | Phát triển khái niệm về sinh học tiến hóa |
| 1999 | Sinh học      | —                                                                                    | George C. Williams        | Hoa Kỳ                                  | Phát triển khái niệm về sinh học tiến hóa |
| 2000 | Viêm đa khớp  | —                                                                                    | Marc Feldmann             | Vương quốc Liên hiệp Anh và Bắc Ireland | Xác định TNF-alpha (Tumor necrosis factor alpha) |
| 2000 | Viêm đa khớp  | Ravinder N. Maini                                                                    | Ravinder N. Maini         | Vương quốc Liên hiệp Anh và Bắc Ireland | Xác định TNF-alpha (Tumor necrosis factor alpha) |
| 2001 | Toán học      | Alain Connes                                                                         | Alain Connes              | Pháp                                    | Lý thuyết đại số toán tử, sáng lập hình học không giao hoán |
| 2002 | Địa chất học  | —                                                                                    | Dan P. McKenzie           | Vương quốc Liên hiệp Anh và Bắc Ireland | Động lực học của quyển đá (lithosphere) |
| 2003 | Sinh học      | Carl Woese                                                                           | Carl Woese                | Hoa Kỳ                                  | Lãnh vực thứ ba của đời sống |
| 2004 | Viêm đa khớp  |                                                                                      | Eugene C. Butcher         | Hoa Kỳ                                  | Nghiên cứu các kết cấu phân tử liên quan đến tế bào bạch huyết |
| 2004 | Viêm đa khớp  | Tập tin:Dr. Timothy A. Springer.jpg                                                  | Timothy A. Springer       | Hoa Kỳ                                  | Nghiên cứu các kết cấu phân tử liên quan đến tế bào bạch huyết |
| 2005 | Thiên văn học | James E. Gunn                                                                        | James E. Gunn             | Hoa Kỳ                                  | Tìm hiểu cấu trúc quy mô lớn của vũ trụ |
| 2005 | Thiên văn học | James Peebles                                                                        | James Peebles             | Hoa Kỳ                                  | Tìm hiểu cấu trúc quy mô lớn của vũ trụ |
| 2005 | Thiên văn học | Martin Rees delivering a lecture at Jodrell Bank                                     | Martin Rees               | Vương quốc Liên hiệp Anh và Bắc Ireland | Tìm hiểu cấu trúc quy mô lớn của vũ trụ |
| 2006 | Địa chất học  | Wallace Smith Broecker                                                               | Wallace Smith Broecker    | Hoa Kỳ                                  | Nghiên cứu chu trình carbon toàn trái đất |
| 2007 | Sinh học      | —                                                                                    | Robert Trivers            | Hoa Kỳ                                  | Phân tích của sự tiến hóa xã hội |
| 2008 | Thiên văn học | Rashid Sunyaev                                                                       | Rashid Alievich Sunyaev   | Nga                                     | Đóng góp cho Vật lý học thiên văn năng lượng cao và Vũ trụ học |
| 2008 | Toán học      | Maxim Kontsevich                                                                     | Maxim Kontsevich          | [E]                                     | Các đóng góp cho Toán học từ Vật lý học lý thuyết hiện đại |
| 2008 | Toán học      | Edward Witten writing on a blackboard                                                | Edward Witten             | Hoa Kỳ                                  | Các đóng góp cho Toán học từ Vật lý học lý thuyết hiện đại |
| 2009 | Viêm đa khớp  | Charles Dinarello                                                                    | Charles Dinarello         | Hoa Kỳ                                  | Phân lập các interleukins, tìm hiểu vai trò của chúng trong sự khởi đầu của các bệnh viêm |
| 2009 | Viêm đa khớp  | Tadamitsu Kishimoto                                                                  | Tadamitsu Kishimoto       | Nhật Bản                                | Phân lập các interleukins, tìm hiểu vai trò của chúng trong sự khởi đầu của các bệnh viêm |
| 2009 | Viêm đa khớp  | Toshio Hirano                                                                        | Toshio Hirano             | Nhật Bản                                | Phân lập các interleukins, tìm hiểu vai trò của chúng trong sự khởi đầu của các bệnh viêm |
| 2010 | Địa chất học  | Walter Munk                                                                          | Walter Munk               | Hoa Kỳ                                  | "cho những đóng góp cơ bản và tiên phong vào sự hiểu biết của chúng ta về sự lưu thông của đại dương, thủy triều và sóng, và vai trò của chúng trong động lực học của Trái Đất".                                                                         |
| 2011 | Sinh học      | Ilkka Hanski                                                                         | Ilkka Hanski              | Phần Lan                                | "cho các nghiên cứu tiên phong của ông về tác động của sự biến đổi không gian vào động lực của quần thể động vật và thực vật ". |
| 2012 | Thiên văn học | Reinhard Genzel                                                                      | Reinhard Genzel           | Đức                                     | "cho các quan sát của họ về việc các ngôi sao quay quanh tâm thiên hà, cho thấy sự hiện diện của một lỗ đen siêu lớn". |
| 2012 | Thiên văn học |                                                                                      | Andrea M. Ghez            | Hoa Kỳ                                  | "cho các quan sát của họ về việc các ngôi sao quay quanh tâm thiên hà, cho thấy sự hiện diện của một lỗ đen siêu lớn". |
| 2012 | Toán học      | Jean Bourgain                                                                        | Jean Bourgain             | Bỉ                                      | "cho công trình sáng chói và mang tính đột phá của họ trong phân tích hài hòa, các phương trình vi phân từng phần, lý thuyết ergodic, lý thuyết số, tổ hợp, phân tích chức năng và khoa học máy tính lý thuyết ".                                        |
| 2012 | Toán học      | Terence Tao                                                                          | Terence Tao               | Úc · Hoa Kỳ                             | "cho công trình sáng chói và mang tính đột phá của họ trong phân tích hài hòa, các phương trình vi phân từng phần, lý thuyết ergodic, lý thuyết số, tổ hợp, phân tích chức năng và khoa học máy tính lý thuyết ".                                        |
| 2013 | Viêm đa khớp  | Peter K. Gregersen                                                                   | Peter K. Gregersen        | Hoa Kỳ                                  | "cho những khám phá của họ liên quan đến vai trò của những yếu tố di truyền khác nhau và tương tác của chúng với các yếu tố môi trường trong việc sinh ra bệnh, chẩn đoán và quản lý lâm sàng của viêm khớp dạng thấp".                                  |
| 2013 | Viêm đa khớp  | Lars Klareskog                                                                       | Lars Klareskog            | Thụy Điển                               | "cho những khám phá của họ liên quan đến vai trò của những yếu tố di truyền khác nhau và tương tác của chúng với các yếu tố môi trường trong việc sinh ra bệnh, chẩn đoán và quản lý lâm sàng của viêm khớp dạng thấp".                                  |
| 2013 | Viêm đa khớp  | Robert J. Winchester                                                                 | Robert J. Winchester      | Hoa Kỳ                                  | "cho những khám phá của họ liên quan đến vai trò của những yếu tố di truyền khác nhau và tương tác của chúng với các yếu tố môi trường trong việc sinh ra bệnh, chẩn đoán và quản lý lâm sàng của viêm khớp dạng thấp".                                  |
| 2014 | Địa chất học  | —                                                                                    | Peter Molnar              | Hoa Kỳ                                  | "cho đóng góp đột phá vào sự hiểu biết về kiến tạo địa chất toàn cầu, đặc biệt là sự biến dạng của các lục địa và cấu trúc cùng sự tiến hóa của các dãy núi, cũng như tác động của quá trình kiến tạo trên sự lưu thông khí quyển đại dương và khí hậu". |
| 2015 | Sinh học      | —                                                                                    | Richard Lewontin          | Hoa Kỳ                                  | "cho những phân tích tiên phong và các đóng góp cơ bản vào sự hiểu biết về tính đa dạng di truyền". |
| 2015 | Sinh học      |                                                                                      | Tomoko Ohta               | Nhật Bản                                | "cho những phân tích tiên phong và các đóng góp cơ bản vào sự hiểu biết về tính đa dạng di truyền". |